# Somatische stempel
Een somatische stempel (Engels: somatic marker) kan omschreven worden als een fysiologische reactie zoals het verstrakken van de spieren, het krijgen van kippenvel of vochtige handen, die aan bepaalde emotionele gebeurtenissen is gekoppeld. De somatische-stempelhypothese is afkomstig van de neuroloog Antonio Damasio. Deze theorie geeft aan hoe emoties de beslissingen die in het dagelijks leven worden genomen, kunnen beïnvloeden.
De theorie komt kortweg hierop neer, dat lichamelijke reacties (zoals hierboven omschreven) een directe invloed hebben op gebieden in de hersenen die een rol spelen bij het nemen van beslissingen, met name een gebied voor in de hersenen dat de cortex orbitofrontalis wordt genoemd, zou daarbij een cruciale rol spelen. Een bewijs hiervoor meende Damasio te vinden bij patiënten met laesies in dit gebied van de hersenen. Deze vertonen niet alleen emotioneel vlak gedrag, maar zijn ook onzeker bij het nemen van eenvoudige beslissingen.
De theorie van Damasio lijkt een moderne versie van de bekende theorie van James-Lange ('wij zijn bedroefd omdat wij huilen'). De aanname van Damasio dat perifeer lichamelijke processen de directe oorzaak zijn van emotionele belevingen, en via een circuit naar de frontale hersenen beslissingen op rationeel niveau beïnvloeden, is echter omstreden. Het is evengoed mogelijk dat laesies in de cortex orbitofrontalis tot gevolg hebben dat men niet of minder in staat is de positieve (beloning) of negatieve (straf) consequenties van het eigen gedrag te beleven. Met name de Engelse onderzoeker Edmund Rolls heeft dit laatste standpunt verdedigd.

## Publicaties
- Descartes' Error: Emotion, Reason, and the Human Brain, Penguin Books, 1994 - 2005, ISBN 0-380-72647-5
- The Feeling of What Happens: Body and Emotion in the Making of Consciousness, Harcourt Brace and Company, 1999, ISBN 0-15-100369-6 / Harvest Books, 2000, ISBN 0-15-601075-5
- Looking for Spinoza: Joy, Sorrow, and the Feeling Brain, Harcourt, 2003, ISBN 0-15-100557-5
- Rolls, E.T. (1997). Consciousness in neural networks. Neural Networks, 10, 1227-1240.